# Carlos Palacios (calciatore 2000)
Carlos Alonso Enrique Palacios Núñez, noto semplicemente come Carlos Palacios (Renca, 20 luglio 2000), è un calciatore cileno, attaccante del Boca Juniors e della nazionale cilena. È soprannominato La Joya ("Il Gioiello") e, in modo scherzoso, è stato anche chiamato dai tifosi Titán Carguero ("Gigante Carro") per la sua somiglianza con il personaggio dell'anime Attack on Titan.

## Caratteristiche tecniche
È un'ala destra.

## Carriera

### Club
Cresciuto nel settore giovanile dell'Unión Española, ha esordito in prima squadra il 19 febbraio 2018 in occasione dell'incontro del campionato cileno pareggiato 1-1 contro il Dep. Antofagasta. Ha segnato la sua prima rete il 5 ottobre dell'anno seguente nell'incontro pareggiato 1-1 contro l'Univ. de Concepción.
Nel dicembre 2024 viene acquistato dagli argentini del Boca Juniors per una cifra vicina ai 5 milioni di dollari.

### Nazionale
Nel 2020 ha esordito in nazionale.

## Statistiche
Statistiche aggiornate al 16 marzo 2025.

### Presenze e reti nei club
| Stagione              | Squadra               | Campionato            | Campionato | Campionato | Coppe nazionali | Coppe nazionali | Coppe nazionali | Coppe continentali | Coppe continentali | Coppe continentali | Altre coppe | Altre coppe | Altre coppe | Totale | Totale | Totale |
| Stagione              | Squadra               | Comp                  | Pres       | Reti       | Comp            | Pres            | Reti            | Comp               | Pres               | Reti               | Comp        | Pres        | Reti        | Pres   | Reti   |        |
| --------------------- | --------------------- | --------------------- | ---------- | ---------- | --------------- | --------------- | --------------- | ------------------ | ------------------ | ------------------ | ----------- | ----------- | ----------- | ------ | ------ | ------ |
| 2018                  | Unión Española        | PD                    | 14         | 0          | CC              | 3               | 0               | CS                 | 0                  | 0                  | -           | -           | -           | 17     | 0      |        |
| 2019                  | Unión Española        | PD                    | 5          | 2          | CC              | 1               | 0               | -                  | -                  | -                  | -           | -           | -           | 6      | 2      |        |
| 2020                  | Unión Española        | PD                    | 33         | 8          | CC              | 0               | 0               | -                  | -                  | -                  | -           | -           | -           | 33     | 8      |        |
| gen.-mar. 2021        | Unión Española        | PD                    | -          | -          | CC              | -               | -               | CL                 | 2                  | 0                  | -           | -           | -           | 2      | 0      |        |
| Totale Unión Española | Totale Unión Española | Totale Unión Española | 52         | 10         |                 | 4               | 0               |                    | 2                  | 0                  |             | -           | -           | 58     | 10     |        |
| mar.-dic. 2021        | Internacional         | PD/RS+A               | 8+20       | 0          | CB              | 0               | 0               | CL                 | 6                  | 0                  | -           | -           | -           | 34     | 0      |        |
| gen.-apr. 2022        | Internacional         | PD/RS+A               | 1+0        | 0          | CB              | -               | -               | CL                 | -                  | -                  | -           | -           | -           | 1      | 0      |        |
| Totale carriera       | Totale carriera       | Totale carriera       | 9+20       | 0          |                 | 0               | 0               |                    | 6                  | 0                  |             | -           | -           | 35     | 0      |        |
| apr.-dic. 2022        | Vasco da Gama         | B                     | 24         | 1          | CB              | -               | -               | -                  | -                  | -                  | -           | -           | -           | 24     | 1      |        |
| 2023                  | Colo-Colo             | PD                    | 23         | 7          | CC              | 7               | 5               | CL+CS              | 3+2                | 1+0                | SC          | 0           | 0           | 35     | 13     |        |
| 2024                  | Colo-Colo             | PD                    | 23         | 7          | CC              | 4               | 2               | CL                 | 14                 | 3                  | SC          | 1           | 1           | 42     | 13     |        |
| Totale Colo-Colo      | Totale Colo-Colo      | Totale Colo-Colo      | 46         | 14         |                 | 11              | 7               |                    | 19                 | 4                  |             | 1           | 1           | 77     | 26     |        |
| 2025                  | Boca Juniors          | PD                    | 8          | 1          | CA              | 1               | 0               | CL                 | 2                  | 0                  | Cmc         | -           | -           | 11     | 1      |        |
| Totale carriera       | Totale carriera       | Totale carriera       | 159        | 26         |                 | 16              | 7               |                    | 29                 | 4                  |             | 1           | 1           | 205    | 38     |        |

### Cronologia presenze e reti in nazionale
| Cronologia completa delle presenze e delle reti in nazionale ― Cile | Cronologia completa delle presenze e delle reti in nazionale ― Cile | Cronologia completa delle presenze e delle reti in nazionale ― Cile | Cronologia completa delle presenze e delle reti in nazionale ― Cile | Cronologia completa delle presenze e delle reti in nazionale ― Cile | Cronologia completa delle presenze e delle reti in nazionale ― Cile | Cronologia completa delle presenze e delle reti in nazionale ― Cile | Cronologia completa delle presenze e delle reti in nazionale ― Cile |
| Data                                                                | Città                                                               | In casa                                                             | Risultato                                                           | Ospiti                                                              | Competizione                                                        | Reti                                                                | Note                                                                |
| ------------------------------------------------------------------- | ------------------------------------------------------------------- | ------------------------------------------------------------------- | ------------------------------------------------------------------- | ------------------------------------------------------------------- | ------------------------------------------------------------------- | ------------------------------------------------------------------- | ------------------------------------------------------------------- |
| 17-11-2020                                                          | Caracas                                                             | Venezuela                                                           | 2 – 1                                                               | Cile                                                                | Qual. Mondiali 2022                                                 | -                                                                   | 76’                                                                 |
| 27-3-2021                                                           | Rancagua                                                            | Cile                                                                | 2 – 1                                                               | Bolivia                                                             | Amichevole                                                          | -                                                                   | 64’                                                                 |
| 3-6-2021                                                            | Santiago del Estero                                                 | Argentina                                                           | 1 – 1                                                               | Cile                                                                | Qual. Mondiali 2022                                                 | -                                                                   | 81’                                                                 |
| 14-6-2021                                                           | Rio de Janeiro                                                      | Argentina                                                           | 1 – 1                                                               | Cile                                                                | Coppa America 2021 - 1º turno                                       | -                                                                   | 77’                                                                 |
| 2-7-2021                                                            | Brasilia                                                            | Brasile                                                             | 1 – 0                                                               | Cile                                                                | Coppa America 2021 - Quarti di finale                               | -                                                                   | 64’ 76’                                                             |
| 2-9-2021                                                            | Santiago del Cile                                                   | Cile                                                                | 0 – 1                                                               | Brasile                                                             | Qual. Mondiali 2022                                                 | -                                                                   |                                                                     |
| 9-9-2021                                                            | Quito                                                               | Colombia                                                            | 3 – 1                                                               | Cile                                                                | Qual. Mondiali 2022                                                 | -                                                                   | 71’                                                                 |
| 5-9-2024                                                            | Buenos Aires                                                        | Argentina                                                           | 3 – 0                                                               | Cile                                                                | Qual. Mondiali 2026                                                 | -                                                                   | 61’                                                                 |
| 10-9-2024                                                           | Santiago del Cile                                                   | Cile                                                                | 1 – 2                                                               | Bolivia                                                             | Qual. Mondiali 2026                                                 | -                                                                   |                                                                     |
| 10-10-2024                                                          | Santiago del Cile                                                   | Cile                                                                | 1 – 2                                                               | Brasile                                                             | Qual. Mondiali 2026                                                 | -                                                                   | 76’                                                                 |
| Totale                                                              |                                                                     | Presenze                                                            | 10                                                                  |                                                                     | Reti                                                                | 0                                                                   |                                                                     |

## Palmarès

### Club

#### Competizioni nazionali
- Campionato cileno: 1

Colo-Colo: 2024
- Copa Chile: 1

Colo-Colo: 2023
- Supercopa de Chile: 1

Colo-Colo: 2024